# Петнадесета щипска дружина
Петнадесета щипска дружина е военна част от Македоно-одринското опълчение. Формирана е на 3 март 1913 година в град Кешан със заповед на Действащата армия. Дружината е разформирана на 16 септември 1913 година.

## Команден състав
- подполковник Стефан Николов
- подполковник Антон Пчеларов
- капитан Никола Парапанов[1]

## Известни доброволци
- Гаврил Зафиров
- Георги Вълканов
- Георги Скрижовски
- Григор Гемов
- Ефрем Миладинов
- Иван Битраков
- Иван Джамов
- Иван Попевтимов
- Лазар Кльонков
- Пано Жигянски
- Панче Гюрков
- Симеон Божов
- Симеон Гърнев
- Симеон Молеров
- Стамен Темелков
- Христо Георгиев
- Христо Настев
- Чудомир Кантарджиев

## Боен път
- връх Повиен, Драмча, Каменица, Повиен, Драмча, Брегалница, връх Говедар, Орлов камък, Чатал чешме, Костадинци, Султан тепе[1]